# Philippe Gaillard
Philippe Gaillard (ur. 1965 w Valais) – wieloletni pracownik Międzynarodowego Komitetu Czerwonego Krzyża (ICRC).

## Życiorys
Studiował literaturę na uniwersytetach w Genevie, Freiburg-in-Breisgau i Salamance. Od 1982 roku pracownik ICRC, pracujący najpierw na Bliskim Wschodzie i w Ameryce Łacińskiej a od 1993 roku w Rwandzie jako szef tamtejszej delegacji. Kiedy w kwietniu 1994 roku rozpoczęło się tam ludobójstwo, z niezwykłą determinacją walczył o życie ofiar. Założył improwizowany szpital, gdzie znalazły bezpieczny azyl tysiące Rwandyjczyków. Doprowadził do faktycznego uznania nietykalności ambulansów Czerwonego Krzyża przez bojówki Interahamwe. Ratował dzieci z rwandyjskich sierocińców. Według szacunkowych danych ocalono dzięki temu życie ponad 60 000 osób. Wciąż pracuje dla ICRC.
Po wydarzeniach z 1994 roku wielokrotnie mówił o obojętności świata wobec ludobójstwa w Rwandzie. Sam przekazywał informacje politykom i mediom na temat rozmiarów katastrofy, dlatego za niedorzeczne uważa tłumaczenie Zachodu, iż nie wiedział, jaki zasięg ma ludobójstwo. Sam Gaillard, w maju 1994 roku, na pytanie dziennikarza BBC o rozmiary katastrofy powiedział: "Proszę posłuchać, po pół milionie [ofiar] przestałem liczyć".
Gaillard podczas ratowania Rwandyjczyków współpracował z gen. Roméo Dallairem, głównodowodzącym wojskami ONZ w Rwandzie (UNAMiR). Sam nazywa go swoim przyjacielem. Dallaire zaś wspomina o ich codziennych rozmowach radiowych i określa go "absolutnym aniołem stróżem międzynarodowej społeczności".
W trakcie konfliktu Gaillard, by ratować ofiary ludobójstwa, pertraktował z przywódcami Hutu. Słynne jest jego spotkanie z pułkowikiem Théonestem Bagosorą, określonym przez Dallaira słowem "Lufycer".
Po ludobójstwie i powrocie do domu, zdecydował się z żoną, po siedmiu latach małżeństwa, na dziecko. Jak sam napisał: To było tak oczywiste dla niej, dla mnie, że po tym doświadczeniu chcieliśmy stworzyć życie. I to było takie piękne. Moje dzieci będą to wiedziały, odkryją to, ale nigdy nie będę potrafił wyjaśnić mojemu synowi, że jest wynikiem ludobójstwa. To nie jest łatwe do wyjaśnienia.